# Albert von Pommer Esche

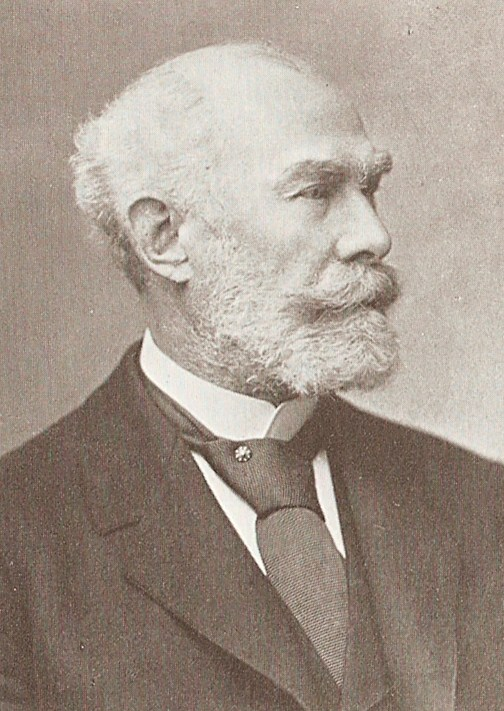
Albert v. Pommer Esche

Albert Reinhold von Pommer Esche (* 14. Juni 1837 in Berlin; † 6. Dezember 1903 ebenda) war ein deutscher Verwaltungsjurist in Preußen. Er war Oberpräsident der Provinz Sachsen.

## Leben

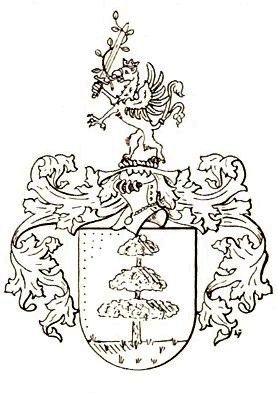
Familienwappen

Er entstammte der alten vorpommernschen Familie Pommer Esche und war der Sohn des späteren Oberpräsidenten der Rheinprovinz Adolph von Pommer-Esche (1804–1871) und der Julie Picht (1820–1903), einer Tochter des Gingster Pastors Adolph Wilhelm Picht. Sein Großvater Johann Arnold Joachim Pommer Esche (1774–1814) war am 10. November 1813 in Stockholm in den schwedischen Adelsstand erhoben worden. Pommer Esche heiratete am 21. Mai 1865 in Koblenz Mathilde Berend (* 29. Januar 1846 in Koblenz; † 21. Juli 1897 in Magdeburg), die Tochter des königlich preußischen Geheimen Oberregierungsrats Bernhard Ludwig Berend und der Elisabeth (Elise) von Klockh.
Pommer Esche war von 1867 bis 1870 Landrat des Kreises Moers. Im selben Zeitraum saß er als Abgeordneter des Wahlkreises Düsseldorf 8 (Moers) im Preußischen Abgeordnetenhaus. Er gehörte der Fraktion der Freikonservativen Partei an. 1872 wurde er zum Vortragenden Rat im Reichskanzleramt ernannt. Im Jahre 1879 wurde er Unterstaatssekretär für das Reichsland Elsaß-Lothringen, bevor er von 1884 bis 1888 zum Regierungspräsidenten im Regierungsbezirk Stralsund berufen wurde. Es folgten zwei Jahre gleicher Tätigkeit im Regierungsbezirk Trier. Von 1890 bis 1897 war er Oberpräsident der Provinz Sachsen in Magdeburg. Er trat 1901 in den Gesamtvorstand der Deutschen Kolonialgesellschaft ein und war 1902 bis zu seinem Tod deren geschäftsführender Vizepräsident.
Mit Gustav von Goßler wurde er 1857 Mitglied des Corps Saxo-Borussia Heidelberg. Er war Rechtsritter des Johanniterordens.

## Ehrungen
Die Elbestadt Magdeburg verlieh ihm beim Ausscheiden aus dem Amt des Oberpräsidenten die Ehrenbürgerwürde.